# Параскевас Анцас
Параскевас Анцас (грч. Παρασκευάς Άντζας; 18. август 1977) бивши је грчки фудбалер који је играо у одбрани.
У два наврата је наступао за Шкоду Ксанти и Олимпијакос, а једну сезону је провео у Докси.
За репрезентацију Грчке је одиграо укупно 26 утакмица, а на Европском првенству 2008. је одиграо две утакмице.

## Трофеји
Олимпијакос
- Суперлига Грчке: 1998/99, 1999/2000, 2000/01, 2001/02, 2002/03, 2007/08, 2008/09.
- Куп Грчке: 1998/99, 2007/08, 2008/09.
- Суперкуп Грчке: 2007.